# استیون کانکن
استیون کانکن (انگلیسی: Stephen Kunken؛ زادهٔ ۱۹۷۱ میلادی) بازیگر یهودی اهل ایالات متحده آمریکا است.
از فیلم‌ها یا برنامه‌های تلویزیونی که وی در آن نقش داشته است، می‌توان به خلیج، هنوز آلیس، پل جاسوس‌ها و جیسون بورن اشاره کرد.